# Campionati europei di karate 1973
I campionati europei di karate 1973 sono stati la 8ª edizione della competizione. Si sono svolti a Valencia, in Spagna, dal 5 al 7 maggio.

## Podi

### Maschili
| Specialità       | Oro              | Argento          | Bronzo                          |
| Kumite -65 kg    | Roger Paschy     | Graham Mitchell  | Harold La Rose Victor Tatarevic |
| Kumite -75 kg    | Guy Sauvin       | Francis Didier   | Geert Lemmens Günter Mohr       |
| Kumite - 80 kg   | Dominique Valera | Jan Kallenbach   | Alain Setrouck Jeff Peeters     |
| Open Kumite      | Gilbert Gruss    | Dominique Valera | Geert Lemmens Jack Lindau       |
| "Gara a squadre" | Scozia           | Svizzera         | Italia                          |
| "Gara a squadre" | Scozia           | Svizzera         | Germania Ovest                  |